# Dès que le vent soufflera
Dès que le vent soufflera (literalmente, "En cuanto que el viento sople") es una canción francesa del cantautor Renaud Séchan, publicada en 1983 dentro de su sexto álbum, Morgane de toi. Aunque no fue publicada como sencillo, se convirtió en una de las canciones más conocidas del artista junto con Mistral gagnant.

## Historia
Al principio de los años 1980, inspirado por la forma de vida de otros cantantes de la época tales como Antoine y Jacques Brel, Renaud se hace construir un barco, bautizado como Makhnovchtchina -unos de los nombres por el cual era conocido el Ejército Negro-, para ir a navegar en busca de libertad y aventuras, con su esposa Dominique y su hija Lolita.
Debido a la pasión de Renaud por el mar y su barco, Dominique le citó la frase « C'est pas l'homme qui prend la mer, c'est la mer qui prend l'homme», del aventurero Joseph Kessel. Esta frase, inspiraría al autor a la elaboración de la canción durante una travesía de regreso de Antillas hacia Francia del 23 de junio de 1983.
La letra de la canción relata sus vivencias con el barco y la vida de marinero, con su característico humor teñido de ironía y sarcasmo, inspirándose en el estilo de la canción Santiano de Hugues Aufray.
En 2014, varios artistas franceses se unieron para hacer un tributo a esta popular canción francesa bajo el nombre "La Bande à Renaud" (la Banda de Renaud), uniendo a coro las voces de Jean-Louis Aubert, Carla Bruni, Nolwenn Leroy, Renan Luce, Alexis HK, Benoît Doremus, Bénabar, Raphael, Élodie Frégé y Hubert-Félix Thiefaine.

## Álbumes en vivo
- 1989 : Visage pâle rencontrer public
- 1996 : Paris-Provinces Aller/Retour
- 2003 : Tournée d'enfer
- 2007 : Tournée Rouge Sang
- 2014 : La Bande à Renaud